# Seznam krajev Unescove svetovne dediščine v Moldaviji
Svetovna dediščina Organizacije Združenih narodov za izobraževanje, znanost in kulturo (UNESCO) je pomembna za kulturno ali naravno dediščino, kot je opisano v Unescovi konvenciji o svetovni dediščini, ustanovljeni leta 1972. Kulturno dediščino sestavljajo spomeniki (kot so arhitekturna dela, monumentalne skulpture ali napisi), skupine zgradb in najdišča (vključno z arheološkimi najdišči). Naravne značilnosti (ki jih sestavljajo fizične in biološke formacije), geološke in fiziografske formacije (vključno s habitati ogroženih vrst živali in rastlin) ter naravna območja, ki so pomembna z vidika znanosti, ohranjanja ali naravne lepote, so opredeljena kot naravna dediščina. Republika Moldavija je ratificirala konvencijo 23. septembra 2002. Od leta 2024 ima Moldavija na seznamu eno območje svetovne dediščine, Struvejev geodetski lok, ki je bil uvrščen na seznam leta 2005. Je transnacionalno območje, ki si ga deli z devetimi drugimi državami. Na poskusnem seznamu sta tudi dve lokaciji.

## Mesta svetovne dediščine
Unesco navaja območja po desetih merilih; vsaka prijava mora izpolnjevati vsaj enega od kriterijev. Kriteriji od i do vi so kulturni, od vii do x pa naravni.
| Ime                      | Slika                                                               | Lokacija     | Leto vpisa | Kriterij                     | Opis |
| ------------------------ | ------------------------------------------------------------------- | ------------ | ---------- | ---------------------------- | --- |
| Struvejev geodetski lok* | A memorial pillar and an information board in the middle of a field | Rudi, Soroca | 2005       | 1187; ii, iii, vi (kulturno) | Struvejev geodetski lok je niz triangulacijskih točk, ki se raztezajo na razdalji 2820 kilometrov od Hammerfesta na Norveškem do Črnega morja. Točke je postavil v raziskavi astronom Friedrich Georg Wilhelm von Struve, ki je prvi izvedel natančno izmero dolgega odseka poldnevnika, kar je pomagalo ugotoviti velikost in obliko Zemlje. Prvotno je bilo 265 postajnih točk. Svetovna dediščina vključuje 34 točk v desetih državah (od severa proti jugu: Norveška, Švedska, Finska, Rusija, Estonija, Latvija, Litva, Belorusija, Moldavija, Ukrajina), od katerih je ena v Moldaviji (na sliki postaja v kraju Rudi). |

## Poskusni seznam
Poleg območij, vpisanih na Seznam svetovne dediščine, lahko države članice vodijo seznam začasnih območij, ki jih lahko upoštevajo pri nominaciji. Nominacije za seznam svetovne dediščine so sprejete le, če je bilo območje predhodno uvrščeno na poskusni seznam. Od leta 2021 ima Moldavija dve nepremičnini na svojem poskusnem seznamu.
| Ime                                  | Slika                                                         | Lokacija  | Leto vpisa | Kriterij          | Opis |
| ------------------------------------ | ------------------------------------------------------------- | --------- | ---------- | ----------------- | --- |
| Tipična černozjomska tla Bălți stepi | Green field and a river                                       | Bălți     | 2011       | v, ix, x (mešano) | Černozjom so ena najbolj rodovitnih tal. Poskusno območje obsega pet lokacij v okolici mesta Bălți, kjer so do 50 let izvajali dolgotrajne poljske poskuse, da bi preučili vpliv različnih kmetijskih praks, kot je uporaba kolobarjenja ali monokulture, ter različnih sistemov obdelava tal, gnojenje in namakanje na pridelek in rodovitnost tal. Bălți stepa je bila pomembna za razvoj znanosti o tleh v 19. stoletju.                        |
| Arheološka krajina Orheiul Vechi     | Panorama with a hill and a river, some buildings on the slope | Trebujeni | 2017       | ii, v (kulturno)  | Orheiul Vechi leži na bregu reke Răut. Območje je bilo poseljeno že v paleolitiku. Najdeni so ostanki naselbine iz bakrene dobe (Tripoljsko-kukutenska kultura) in naselbine iz železne dobe. V 13. in 14. stoletju je bilo mesto pomembnega mesta Zlate horde. Po odhodu Mongolov se je Orhej razvil v eno najpomembnejših moldavskih srednjeveških mest. Opuščeno je bilo v 18. stoletju, ko so se prebivalci preselili v bližnjo vas Trebujeni. |